# Кудесник крови (фильм, 1970)
«Кудесник крови» — фильм режиссёра Гершела Гордона Льюиса, снятый в 1970 году. В 2007 году вышел ремейк фильма с тем же названием.

## Сюжет
Шоу фокусника Монтага Великолепного разительно отличается от других подобных зрелищ. Прямо на глазах у зрителей он распиливает девушек из зала бензопилой, вбивает в голову кол, заставляет глотать шпагу. Женщины кричат от боли, кровь брызжет фонтаном, Монтаг демонстрирует органы, а затем жертвы как ни в чём не бывало садятся на свои места, а потом уходят с другими зрителями.
Телеведущая Шерри Карсон настолько потрясена увиденным, что приглашает фокусника в свою программу, тот отказывается, но вместо этого предлагает девушке и её жениху спортивному комментатору Джеку каждый вечер бесплатно посещать его шоу. Однако журналист выясняет, что каждую ночь после представления находят женщин, умерших именно так, как и было на сцене.
В последний день Монтаг соглашается выступить на шоу Карсон. Здесь он собирается разжечь костёр. Однако Джек выясняет, что всё это связано с особыми гипнотическими способностями фокусника и препятствует проведению очередного номера. Но это ещё не конец всех иллюзий…

## В ролях
- Рэй Сейджер — Монтаг
- Джуди Клер — Шерри Карсон
- Уейн Ретей — Джек
- Фил Лоренсон — Грег
- Джим Рау — Стив
- Дон Александр — детектив Крамер
- Джон Эллиот — детектив Харлан
- Карин Алексана — первая девушка
- Джек Джилбрет — метрдотель
- Коринн Киркин — вторая девушка
- Моника Блэкуелл — третья девушка
- Сэлли Броди — четвёртая девушка
- Карен Бурк — пятая девушка